# Lourenço Marques (kupiec)
Lourenço Marques – szesnastowieczny portugalski kupiec i odkrywca rejonu obecnej mozambickiej stolicy, Maputo, do których dotarł w 1544.
Dekretem króla Portugalii, Jana III, zatoka, nad którą z czasem zbudowano główne miasto, nazwana została Baía de Lourenço Marques. Imię Marques nosiła także stolica kolonii, jednak po ogłoszeniu niepodległości przez Mozambik Marquesa usunięto z obu nazw.